# Stefan Canderyd
Stefan Canderyd (né le 13 mars 1952) est un joueur professionnel suédois de hockey sur glace.

## Carrière en club
En 1975, il commence sa carrière avec les Brynäs IF dans l'Elitserien.

## Statistiques
| Saison    | Équipe    | Ligue      |    | Saison régulière | Saison régulière | Saison régulière | Saison régulière | Saison régulière |   | Séries éliminatoires | Séries éliminatoires | Séries éliminatoires | Séries éliminatoires | Séries éliminatoires |
| Saison    | Équipe    | Ligue      | PJ | B                | A                | Pts              | Pun              | PJ               | B | A                    | Pts                  | Pun                  |                      |                      |
| 1975-1976 | Brynäs IF | Elitserien | 36 | 15               | 23               | 38               | 37               | -                | - | -                    | -                    | -                    |                      |                      |
| 1976-1977 | Brynäs IF | Elitserien | 35 | 8                | 17               | 25               | 38               | -                | - | -                    | -                    | -                    |                      |                      |
| 1977-1978 | Brynäs IF | Elitserien | 35 | 19               | 11               | 30               | 22               | -                | - | -                    | -                    | -                    |                      |                      |
| 1978-1979 | Brynäs IF | Elitserien | 36 | 7                | 9                | 16               | 16               | -                | - | -                    | -                    | -                    |                      |                      |
| 1979-1980 | Brynäs IF | Elitserien | 36 | 10               | 6                | 16               | 24               | -                | - | -                    | -                    | -                    |                      |                      |
| 1980-1981 | Brynäs IF | Elitserien | 33 | 8                | 4                | 12               | 20               | -                | - | -                    | -                    | -                    |                      |                      |
| 1981-1982 | Brynäs IF | Elitserien | 36 | 4                | 7                | 11               | 28               | -                | - | -                    | -                    | -                    |                      |                      |